# Michaël I van Constantinopel

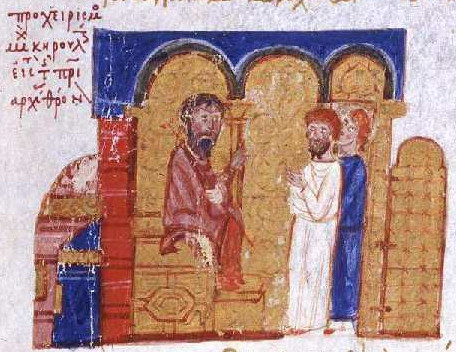
Michaël I van Constantinopel

Michael Caerularius (Grieks: Μιχαήλ Α΄ Κηρουλάριος Michail Kairoulários) (Constantinopel, 1000 – 1058) was patriarch van Constantinopel van 25 maart 1043 tot 2 november 1058. De byzantinoloog G. Ostrogorsky noemt hem “de meest eerzuchtige patriarch uit de Byzantijnse geschiedenis”. Tijdens zijn ambtsperiode werd de scheiding tussen "Latijnse" (katholieke) en "Griekse" (orthodoxe) kerk definitief.
Caerularius besteeg de patriarchale troon in 1043. Hij raakte rond 1052 in ernstig conflict met de Roomse kerk, nadat een inval van de Normandiërs in Zuid-Italië een einde had gemaakt aan de Byzantijnse heerschappij, en paus Leo IX van de gelegenheid gebruikmaakte om zich met de kerkelijke aangelegenheden aldaar te bemoeien. Dit was niet naar de zin van Caerularius: hij waarschuwde de daar wonende Griekse christenen tegen de “ketterijen” van de Latijnse kerk, en liet in 1053 de Latijnse kloosters en kerken in Constantinopel sluiten.
De paus zond in 1054 een gezantschap onder leiding van kardinaal Humbertus van Silva Candida naar Constantinopel, dat zich zeer provocerend gedroeg, maar niettemin vriendelijk door keizer Constantijn IX Monomachus werd ontvangen. Caerularius verbood de gezanten echter de mis op te dragen in Constantinopel, waarna kardinaal Humbert op 16 juli een excommunicatiebul tegen de patriarch neerlegde op het hoofdaltaar van de Hagia Sophia en onmiddellijk vertrok. Een beslissende gebeurtenis in de geschiedenis van het christendom: het Groot Schisma was een feit.
Na de dood van Constantijn IX volgde een verwarde periode, waaraan in 1057 een einde kwam toen Isaak Comnenus na een staatsgreep aan de macht kwam en op 1 september in de Aghia Sophia werd gekroond. Michael Caerularius had de nieuwe keizer onvoorwaardelijk gesteund, en werd daarvoor beloond met uitzonderlijke privileges. Een jaar later raakte hij echter verdacht en viel in ongenade bij de keizer. Hij werd gearresteerd en in verbanning gestuurd naar Proleonessos, waar hij enkele maanden later overleed.